# 蜡叶杜鹃
蜡叶杜鹃（学名：Rhododendron lukiangense）为杜鹃花科杜鹃花属下的一个种。

## 扩展阅读
- 維基物種上的相關：蜡叶杜鹃